# 1969年全豪オープン
1969年 全豪オープン（1969ねんぜんごうオープン、Australian Open 1969）は、オーストラリア・ブリスベンにある「ミルトン・テニスクラブ」て、1969年1月20日から27日にかけて開催された。

## 大会の流れ
- プロテニス選手の出場を解禁する「オープン化制度」のもとで開かれた最初のイベントとして、本年度からこの大会は「全豪オープン」（Australian Open）の名称になった。当時の全豪オープン開催都市は、ブリスベン・メルボルン・シドニー・アデレードを回り持ちしていた。
- 男子シングルスは「48名」の選手による6回戦制で行われた。シード選手は16名であったが、8名のシード選手と他の8名の選手に「1回戦不戦勝」（抽選表では“Bye”と表示）があり、他の8名のシード選手は1回戦から出場した。2回戦から登場した選手が初戦敗退の場合は「2回戦＝初戦」と表記する。
- 女子シングルスは「32名」の選手による5回戦制で行われた。シード選手は10名。

## シード選手

### 男子シングルス
1. ロッド・レーバー （優勝、7年ぶり2度目）
2. ケン・ローズウォール （3回戦）
3. トム・オッカー （1回戦）
4. トニー・ローチ （ベスト4）
5. ジョン・ニューカム （ベスト8）
6. パンチョ・ゴンザレス （3回戦）
7. フレッド・ストール （ベスト8）
8. マーティー・リーセン （3回戦）
9. アンドレス・ヒメノ （準優勝）
10. ビル・ボウリー （ベスト8）
11. ロイ・エマーソン （3回戦）
12. レイ・ラッフェルズ （ベスト4）
13. アール・ブックホルツ （ベスト8）
14. マルコム・アンダーソン （3回戦）
15. ロジャー・テーラー （2回戦）
16. アラン・ストーン （3回戦）

### 女子シングルス
1. ビリー・ジーン・キング （準優勝）
2. マーガレット・スミス・コート （優勝、3年ぶり8度目）
3. アン・ヘイドン＝ジョーンズ （ベスト4）
4. ケリー・メルビル （ベスト4）
5. ロージー・カザルス （3回戦）
6. カレン・クランツケ （3回戦）
7. レスリー・ハント （ベスト8、不戦敗）
8. ジュディ・テガート （1回戦）
9. レスリー・ターナー・ボウリー （2回戦）
10. フランソワーズ・デュール （2回戦）

## 大会経過

### 男子シングルス
準々決勝
- ロッド・レーバー vs.  フレッド・ストール 6-4, 18-16, 6-4
- トニー・ローチ vs.  ジョン・ニューカム 10-8, 4-6, 6-8, 7-5, 6-3
- レイ・ラッフェルズ vs.  ビル・ボウリー 9-11, 2-6, 6-0, 6-3, 6-4
- アンドレス・ヒメノ vs.  アール・ブックホルツ 6-1, 6-2, 6-2

準決勝
- ロッド・レーバー vs.  トニー・ローチ 7-5, 22-20, 9-11, 1-6, 6-3
- アンドレス・ヒメノ vs.  レイ・ラッフェルズ 6-2, 11-9, 6-2

### 女子シングルス
準々決勝
- ビリー・ジーン・キング vs.  カレン・クランツケ 11-9, 7-5
- アン・ヘイドン＝ジョーンズ vs.  レスリー・ハント 6-3, 6-1
- ケリー・メルビル vs.  ヘレン・グーレイ 6-3, 4-6, 6-4
- マーガレット・スミス・コート vs.  ロージー・カザルス 6-4, 6-1

準決勝
- ビリー・ジーン・キング vs.  アン・ヘイドン＝ジョーンズ 4-6, 6-2, 6-3
- マーガレット・スミス・コート vs.  ケリー・メルビル 3-6, 6-2, 7-5

## 決勝戦の結果
- 男子シングルス： ロッド・レーバー vs.  アンドレス・ヒメノ 6-3, 6-4, 7-5
- 女子シングルス： マーガレット・スミス・コート vs.  ビリー・ジーン・キング 6-4, 6-1
- 男子ダブルス： ロッド・レーバー& ロイ・エマーソン vs.  ケン・ローズウォール& フレッド・ストール 6-4, 6-4 ［両組の同意により、3セット・マッチに短縮］
- 女子ダブルス： マーガレット・スミス・コート& ジュディ・テガート vs.  ビリー・ジーン・キング& ロージー・カザルス 6-4, 6-4
- 混合ダブルス： マーティー・リーセン& マーガレット・スミス・コート vs.  フレッド・ストール& アン・ヘイドン＝ジョーンズ 決勝戦実施なし、両組優勝